# Kyrkoherdeinitiativet
Kyrkoherdeinitiativet eller Prästinitiativet, på tyska Pfarrer-Initiative, är en katolsk reforminriktad rörelse inom den tyskspråkiga delen av Europa, grundad i Österrike 2006. Nationella föreningar med namnet Pfarrer-Initiative finns i Österrike och Tyskland, och en närbesläktad förening finns i Schweiz. Den österrikiska, första föreningen grundades av en grupp präster däribland benediktinmunken Udo Fischer och prästen Helmut Schüller, varav den sistnämnda är organisationens talesman. 

## Förhistoria och bakgrund
En viktig bakgrund till organisationens tillkomst är den brist på katolska präster som råder i Österrike. En femtedel av landets 3048 församlingar har inte längre någon egen präst; i en av Wiens stifts delar, Vikariat Wien Nord "Unter dem Manhartsberg", är siffran 50%. Hos de tjänstgörande prästerna är genomsnittsåldern hög; i Oberösterreich ligger den på 61 år. Samtidigt är det färre unga män än förr som väljer att läsa till präst. Därför får präster som går i pension ofta ingen efterträdare. Istället slås församlingarna ihop, och flera församlingar får dela på en präst som får svårt att hinna med sina församlingsbor.
Prästerna far dessutom illa av den klyfta som länge funnits mellan kyrkans officiella lära och hur församlingsmedlemmarna i realiteten lever. Krocken mellan doktriner och människors liv ställer till mycket problem i själavården och Kyrkoherdeinitiativet menar att man behöver tala högt om hur realiteten ser ut, och om hur prästerna faktiskt hanterar klyftan mellan lära och själasörjarverklighet. Många av de saker som uppropet står för praktiseras redan i stor skala ute i församlingarna och Schüller menar att den schizofrena situation där präster utan riktlinjer uppifrån ändå förväntas stå för en sak utåt men hantera sin flock efter andra normer sliter ut och bryter ner dem. Talesmannen Schüller menar också att kyrkan borde bli mindre centrerad på prästerna och ge lekmännen både större ansvar och tydligare rättigheter, i Andra vatikankonciliets anda.
Liksom lekmannaorganisationen Wir sind Kirche bildades Kyrkoherdeinitiativet i dyningarna efter skandalerna kring kardinal Groër, som anklagats för sexuella övergrepp och aldrig blev åtalad trots att hans efterträdare offentligen sagt att de uppfattar anklagelserna som sanna. 500 000 österrikare skrev på ett upprop för kyrkreform, och oktober 1998 hölls ett tredagarsmöte i Salzburg mellan biskopskonferensen och katoliker av många olika slag. En omröstning mellan mötets lekmän visade stor majoritet för många av de förslag som senare tagits upp av Kyrkoherdeinitiativet. Från kyrkans del hände dock inget nytt efter mötet. Sexskandalerna och hur kyrkan hanterade dem ledde till att många människor tappade förtroendet för kyrkan och lämnade den.

## Olydnadsuppropet
19 juni 2011 gick föreningen ut med ett upprop för olydnad, Der Aufruf zum Ungehorsam, med en deklaration för hur de individuella prästerna hädanefter tänkte agera och en uppmaning till andra att göra samma sak:
Att inte neka någon troende med gott uppsåt att ta del av nattvarden, varken de som juridiskt sett skilt och gift om sig men av kyrkan anses bundna av sitt första äktenskap eller medlemmar av andra kristna kyrkor. Att hellre än att fira flera mässor per söndag eller ta in "gästspel" utifrån, exempelvis av pensionerade präster eller andra utan egentlig koppling till församlingen, överlåta till lekmännen att fira mässa på egen hand. Att låta betrodda kommunionsutdelare hantera "prästlös eukaristi" (genom hostior som konsekrerats av präst i förväg, ett förfarande som godkänns av Katolska kyrkan centralt fast reglerna kan variera i olika stift). Att ignorera förbudet mot att låta kompetenta lekmän predika, oavsett kön. Att verka för att varje församling får en egen föreståndare, präst eller lekman och oavsett kön, utan att slå ihop församlingar, samt att ta varje tillfälle i akt att offentligt tala för att kvinnor och gifta bör få tillgång till prästämbetet samt att i varje mässa be för reformer i kyrkan.
Kyrkoherdeinitiativet menar att när biskoparna passivt åsett utvecklingen men inte agerat måste prästerna göra det själva. De åberopar sitt samvete och motiverar uppropet till olydnad med att de är skyldiga att lyda, i tur och ordning, Gud, sitt samvete och kyrkans lagar.
2013 var omkring 15% av Österrikes präster och diakoner medlemmar av rörelsen. En opinionsundersökning från hösten 2011, utförd på uppdrag av Österrikes pressbyrå, visade att över 75% av österrikarna stöder Kyrkoherdeinitiativet. Enligt en telefonundersökning med 500 präster, publicerad i november 2011 och utförd på uppdrag av Österreichischer Rundfunk, stöddes uppropet i sin helhet av 31% av prästerna, 41% stödde delar och 28% förkastade det. 72% av prästerna menade att utbildade lekmän borde få predika, 71% att gifta kollegor i prästämbetet skulle vara berikande, och 55% ansåg att prästvigning av kvinnor är förenligt med evangeliet.
Organisation tilldelades 2012 Herbert Haag-priset.

## Kyrkoherdeinitiativet, ärkebiskopen och Rom
Ärkebiskopen av Wien, kardinal Christoph Schönborn, mötte uppropet med ett "Upprop för enhet" och påminde prästerna om att de vid sin prästvigning lovat sin biskop "vördnad och lydnad". Ärkebiskopens utspel utlöste en het offentlig debatt om lydnad och olydnad, begrepp som fortfarande är känsliga i Katolska kyrkan i Österrike efter folkomröstningen 10 april 1938, då de katolska biskoparna uppmanade sina trogna att rösta för att Tyskland skulle ta över Österrike.
Ett par av Österrikes abbotar har givit Kyrkoherdeinitiativet ett visst stöd genom att säga att de frågor som de tar upp behöver diskuteras men biskoparna har hamnat i en trång sits mellan å ena sidan präster och lekmän som önskar förändringar, och å andra sidan Rom. Schönborn har sagt att han omöjligt kan acceptera uppropet, och att det i så fall skulle betyda att han gick i schism med Rom. Han har inte avkrävt prästerna att lämna organisationen, däremot att ta avstånd från uppropet till olydnad. Han har också deklarerat att de dekaner, som är med i organisationen inte kommer att få sina femåriga förordnaden förlängda. I en predikan i april 2012 yttrade sig påven Benedikt XVI i en predikan tydligt emot mot Kyrkoherdeinitiativet och olydnadsuppropet och i november tog Vatikanen ifrån Schüller den hederstitel, monsignore, som han fick när han var chef för katolska kyrkans välgörenhetsorganisation Caritas i Österrike.
Schönborn och andra kritiker har menat att de vars åsikter så starkt skiljer sig från katolska kyrkans bör fundera på att lämna den, och den konservativa prästorganisationen Nätverket för katolska präster menar att Kyrkoherdeinitiativet är på god väg att starta en ny kyrka. Schüller har kommenterat att en kyrka inte är något man lämnar på samma sätt som man byter arbetsgivare eller lämnar en förening.

## Catholic Tipping Point
Under sommaren 2013 genomförde Schüller under sin semester en föredragsturné i USA kallad Catholic Tipping Point. Eftersom de amerikanska biskoparna i flera fall ingripit för att förhindra församlingar att låta Schüller tala i deras lokaler, motiverat med att hans åsikter stred mot katolsk lära, hölls föredragen huvudsakligen i protestantiska kyrkor och i lokaler utan religiös anknytning.